# Unforgiven 2005
Unforgiven 2005 è stata la settima edizione dell'evento in pay-per-view Unforgiven, prodotto dalla World Wrestling Entertainment. L'evento, esclusivo del roster di Raw, si è svolto il 18 settembre 2005 al Ford Center di Oklahoma City. È stato l'unico pay-per-view nella storia della WWE ad essersi svolto nello stato dell'Oklahoma.
Il main event dell'evento fu per il WWE Championship tra il campione John Cena e Kurt Angle, vinto da Angle per squalifica dopo essere stato colpito con il titolo da Cena. Gli altri due match predominanti dell'undercard furono quello tra Shawn Michaels e Chris Masters, vinto da Michaels e lo Steel Cage match tra Edge e Matt Hardy, vinto da Hardy.

## Storyline
La rivalità principale dell'evento fu quella per il WWE Championship tra il campione John Cena e lo sfidante Kurt Angle. A SummerSlam, Cena sconfisse Chris Jericho mantenendo il WWE Championship. Nella puntata di Raw del 22 agosto, il general manager Eric Bischoff annunciò una rivincita tra i due in un "You're Fired" match, nel quale il perdente sarebbe stato licenziato dalla WWE. Cena vinse il match e Bischoff licenziò Jericho. Dopo il match, Angle attaccò Cena con un'Angle Slam. Bischoff annunciò che Angle era il nuovo primo sfidante al WWE Championship, affermando che Jericho "non era riuscito a compiere il lavoro". Angle continuò ad attaccare Cena nelle settimane successive.
Un'altra rivalità predominante fu tra Shawn Michaels e Chris Masters. La rivalità iniziò la sera dopo SummerSlam, dove Michaels perse contro Hulk Hogan. La sera successiva a Raw, Michaels ammise che Hogan era il migliore tra i due e che era tempo di "tornare alla realtà". Durante il discorso di Michaels, Masters lo interruppe e disse che gente come lui e Hogan non sapevano come passare la torcia ai nuovi wrestler. Masters concluse che "non stava cercando" di rubare le luci della ribaltà a Michaels, ma che se le "sarebbe prese". Michaels diede uno schiaffo a Masters diventando un face. Nella puntata di Raw del 5 settembre, Michaels rispose alla Masterlock Challenge di Masters, non riuscendo a liberarsi dalla presa. Masters lasciò la presa colpendo Michaels con una sedia d'acciaio per poi riapplicare la Masterlock. La settimana successiva, Michaels sfidò Masters in un match per Unforgiven.
L'altra rivalità predominante fu quella tra Edge e Matt Hardy. A SummerSlam, Edge sconfisse Hardy per decisione arbitrale dopo che Hardy aveva perso conoscenza. La sera successiva a Raw, Hardy fu sconfitto da Rob Conway. Dopo il match, Edge attaccò Hardy. Nella puntata di Raw del 29 agosto, Edge e Hardy si affrontarono in un Street Fight match, che si concluse senza un vincitore dopo l'esecuzione del Side Effect di Hardy ai danni di Edge attraverso l'equipaggiamento elettrico. La settimana successiva, Bischoff il general manager Eric Bischoff annunciò uno Steel cage match tra Edge e Hardy per Unforgiven. In seguito all'annuncio, Bischoff annunciò un match tra Hardy e Snitsky, perso da Hardy. Dopo il match, nonostante l'intervento di Big Show, Snitsky colpì Hardy con un gong.
La rivalità predominante tra le Divas fu tra Ashley Massaro e le Ladies in Pink. La settimana dopo aver vinto il Diva Search, Massaro venne attaccata da Torrie Wilson e Candice Michelle, le quali era passate a Raw. Wilson e Michelle si allearono con Victoria formando le Ladies in Pink (altrimenti note come Vince's Devils). Il trio continuò a tormentare la Massaro nelle settimane successive, la quale perse contro Victoria e Wilson. Nella puntata di Raw del 12 settembre, Trish Stratus tornò alleandosi con Massaro. Successivamente, fu annunciato che Victoria e Wilson avrebbero affrontato Massaro e Stratus ad Unforgiven.

## Evento
Prima della messa in onda dell'evento, Rob Conway sconfisse Tajiri a Sunday Night Heat.

### Match preliminari
Il primo match dell'evento fu quello valevole per l'Intercontinental Championship tra il campione Carlito e lo sfidante Ric Flair. Il match iniziò con Flair che mise Carlito al tappeto con una serie di headlock takeover. In seguito, Carlito tentò di eseguire una clothesline, ma Flair colpì Carlito con un inverted atomic drop. Più avanti, Flair tentò di eseguire la Figure-four leglock, che Carlito rovesciò. Dopo un batti e ribatti, Flair sottomise Carlito alla Figure-four leglock per vincere il match e conquistare il titolo, diventando il campione intercontinentale più anziano all'età di 56 anni.
Il match successivo fu un tag team match tra la squadra composta da Trish Stratus e Ashley Massaro contro quella composta da Victoria e Torrie Wilson(accompagnate da Candice Michelle). Il match iniziò con la Stratus e la Wilson. Successivamente, la Wilson diede il cambio a Victoria, la quale applicò una full-body choke ai danni della Stratus, la quale eseguì poi una headscissors takedown su Victoria. Dopo un batti e ribatti, la Stratus colpì Victoria con un roundhouse kick per poi schienarla e vincere il match.
Il terzo match fu tra Big Show e Snitsky. Durante la fasi iniziali del match, Big Show si portò in vantaggio nei confronti di Snitsky dopo l'esecuzione di una chop e di un headbutt. In seguito, Snitsky contrattaccò una Chokeslam di Big Show ed iniziò a controllare la contesa per poi applicare una armbar su Big Show. Nel finale, Big Show eseguì una spinebuster su Snitsky per poi colpirlo con la Chokeslam. Big Show schienò poi Snitsky per vincere il match.
Il match seguente fu tra Shelton Benjamin e Kerwin White. Prima dell'inizio del match, Benjamin attaccò White per poi lanciarlo contro una barricata di sicurezza, posta all'esterno del ring. Dopo essere rientrati sul quadrato, Benjamin eseguì un body slam su White per poi colpirlo con un running forearm. In seguito, White contrattaccò e colpì il ginocchio di Benjamin con un dropkick. Nel finale, White tentò di colpire Benjamin con una mazza da golf, ma Benjamin schivò l'attacco ed eseguì il T-Bone Suplex sull'avversario per poi schienarlo e vincere il match.
Il quinto match fu lo Steel Cage match tra Matt Hardy e Edge (con Lita). Il match iniziò con Hardy che cercò di gettare Edge contro la gabbia, ma quest'ultimo evitò l'attacco. Dopo un batti e ribatti, Hardy eseguì il Side Effect su Edge per poi catapultarlo contro la gabbia, aprendogli una ferita alla fronte. Lita iniziò dunque a scalare la gabbia dall'esterno, però Hardy colpì la gabbia facendo cadere Lita per terra. Data la distrazione causata da Lita, Edge ne approfittò per evadere dalla struttura, ma Hardy lo bloccò e lo portò all'angolo per poi colpirlo con un Side Effect dalla terza corda del ring. Pochi istanti dopo, Lita interferì all'interno della gabbia in favore di Edge, però Hardy la colpì con la Twist of Fate. Dato ciò, Edge colpì Hardy con la Spear e lo schienò, ma quest'ultimo si liberò dallo schienamento dopo un conteggio di due. Dopo aver lanciato Edge contro un tenditore delle corde, Hardy salì sulla cima della gabbia per poi gettarsi sopra a Edge con un leg drop. Dopo l'esecuzione del leg drop dalla cima della struttura, Hardy schienò Edge per vincere il match.

### Match principali
Il match che seguì fu quello per il World Tag Team Championship tra la coppia campione The Hurricane e Rosey contro quella sfidante formata da Lance Cade e Trevor Murdoch. Durante il match, Murdoch eseguì una DDT su The Hurricane all'esterno del ring. Dopo l'esecuzione di tale manovra, alcuni medici arrivarono a bordo ring per sincerarsi delle condizioni di The Hurricane. Nel finale, Cade schienò l'infortunato The Hurricane (legit) per vincere il match e conquistare i titoli di coppia insieme a Murdoch.
Il settimo match fu tra Shawn Michaels e Chris Masters. Il match iniziò con Masters che applicò la Masterlock su Michaels. Dopo essersi liberato dalla presa, Michaels colpì Masters con una clothesline e delle knife edge chops. In seguito, Masters iniziò a dominare Michaels colpendolo svariate volte alla schiena con delle powerbomb e dei suplex. Più avanti, Michaels contrattaccò eseguendo un diving elbow drop su Masters. Masters applicò poi un'altra Masterlock su Michaels, il quale tentò di liberarsi dalla presa sbattendo Masters contro gli angoli del ring senza, però, ottenere il risultato sperato. Nel finale, Michaels saltò sull'apron ring costringendo, così, l'arbitro a far rompere la presa di sottomissione a Masters. Sfruttando ciò, Michaels colpì Masters con la Sweet Chin Music per poi schienarlo e vincere il match.
Il main event fu il match per il WWE Championship tra il campione John Cena e lo sfidante Kurt Angle. Il match iniziò con Angle che applicò una headlock takeover su Cena. Durante il match, Cena contrattaccò l'offensiva di Angle riuscendo, poi, a liberarsi dalla Ankle Lock di quest'ultimo. Successivamente, Cena tentò di eseguire la F-U su Angle, ma l'Olympic Hero rovesciò la manovra nella Angle Slam per poi schienare Cena. Cena si liberò poi dallo schienamento dopo un conto di due. Dopo che l'arbitro venne accidentalmente messo KO, Cena colpì Angle con il five knuckle shuffle e la F-U. Dopodiché, Angle si riprese e colpì Cena al volto con la sua medaglia olimpica per poi intrappolarlo nella Ankle Lock. A questo punto del match, Eric Bischoff si presentò sul ring per tifare Angle, portando con sé il WWE Championship. Tuttavia, Cena si liberò dalla Ankle Lock gettando Angle contro Bischoff, il quale finì KO all'esterno del ring. Nel finale, Cena prese il WWE Championship e lo utilizzò per colpire Angle, però l'arbitro se ne accorse e squalificò Cena dando, così, la vittoria ad Angle. Tuttavia, a causa della squalifica, Cena mantenne il titolo. Al termine del match, Cena eseguì una F-U su Angle attraverso un tavolo dei commentatori andando, così, a chiudere l'evento.

## Risultati
| #    | Incontri                                                                               | Stipulazioni                                          | Durata |
| ---- | -------------------------------------------------------------------------------------- | ----------------------------------------------------- | ------ |
| Heat | Rob Conway ha sconfitto Tajiri                                                         | Single match                                          | 03:44  |
| 1    | Ric Flair ha sconfitto Carlito (c) per sottomissione                                   | Single match per il WWE Intercontinental Championship | 11:46  |
| 2    | Ashley e Trish Stratus hanno sconfitto Torrie Wilson e Victoria (con Candice Michelle) | Tag team match                                        | 07:05  |
| 3    | Big Show ha sconfitto Snitsky                                                          | Single match                                          | 06:11  |
| 4    | Shelton Benjamin ha sconfitto Kerwin White                                             | Single match                                          | 08:06  |
| 5    | Matt Hardy ha sconfitto Edge (con Lita)                                                | Steel cage match                                      | 21:33  |
| 6    | Lance Cade e Trevor Murdoch hanno sconfitto The Hurricane e Rosey (c)                  | Tag team match per il World Tag Team Championship     | 07:40  |
| 7    | Shawn Michaels ha sconfitto Chris Masters                                              | Single match                                          | 16:44  |
| 8    | Kurt Angle ha sconfitto John Cena (c) per squalifica                                   | Single match per il WWE Championship                  | 17:15  |